# Kamo, Shirak
Kamo là một đô thị thuộc tỉnh Shirak, Armenia. Dân số ước tính năm 2011 là 1539 người.